# 京和ガス
京和ガス株式会社（けいわガス）とは、千葉県流山市に本社のある、都市ガスを主力とするエネルギー供給・販売企業を行う会社で、京葉ガスの子会社である。

## 沿革
- 1972年2月1日 - 設立。

## 営業範囲
- 流山市全域及び柏市の北側一部

## 所在地
- 270-0111 流山市江戸川台東1-254